# Stanton Drew

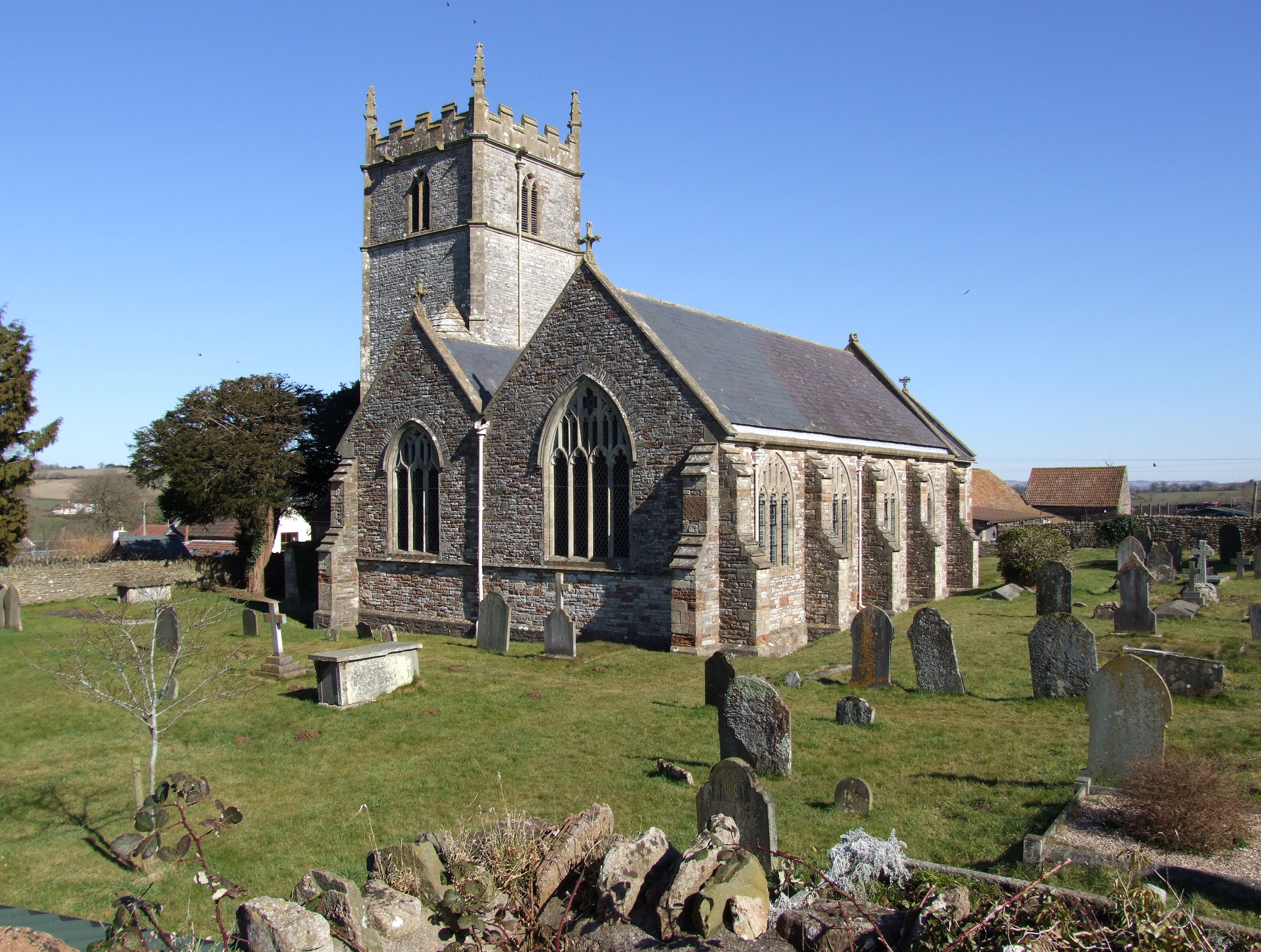
Stanton Drew: la chiesa di Santa Maria

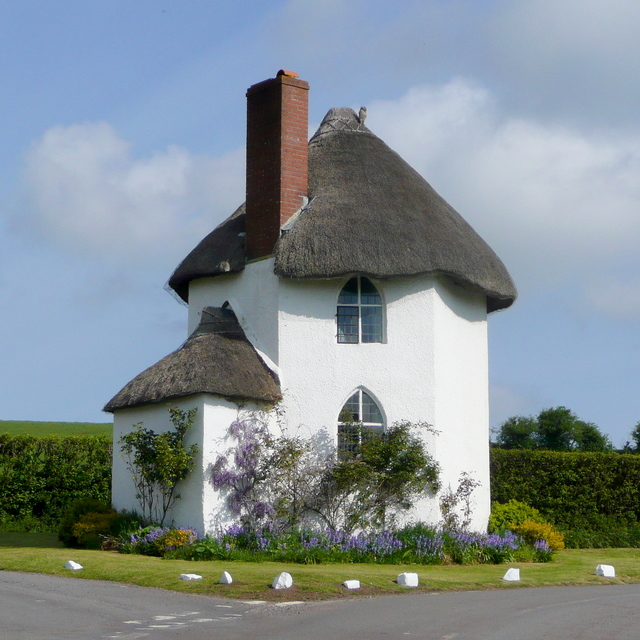
Stanton Drew: la Round House

Stanton Drew è un villaggio con status di parrocchia civile dell'Inghilterra sud-occidentale, facente parte della contea del Somerset e del distretto di Bath and North East Somerset e situato lungo il corso del fiume Chew, nella Chew Valley. Conta una popolazione di circa 760 abitanti.

## Geografia fisica
Stanton Drew si trova a nord-est del lago della Chew Valley (Chew Valley Lake) e a sud di Norton Hawkfield, tra le località di Chew Magna e Pensford (rispettivamente ad est della prima e ad ovest della seconda).

## Monumenti e luoghi d'interesse

### Architetture religiose

#### Chiesa di Santa Maria Vergine
Principale edificio religioso di Stanton Drew è la chiesa di Santa Maria Vergine, costruita nel XV secolo con una navata del 1880-1897, ma le cui origini potrebbero risalire al XIII secolo.

### Architetture civili

#### Round House
Altro edificio d'interesse è la Round House, risalente al XIX secolo e un tempo adibita a casa del dazio.

### Siti archeologici

#### Cerchi di pietre di Stanton Drew
Il monumento più celebre di Stanton Drew è però rappresentato dai cerchi di pietre di Stanton Drew, un sito formato da tre cerchi di pietre, un viale e una cove risalenti al Neolitico.

## Società

### Evoluzione demografica
Nel 2018, la popolazione della parrocchia civile di Stanton Drew era stimata in 765 abitanti.
La località ha conosciuto un decremento demografico rispetto al 2011, quando la popolazione censita era pari 787 unità, dato che era in aumento rispetto al 2001, quando la popolazione censita era pari a 762 unità.